# Flueggea anatolica
Flueggea anatolica är en emblikaväxtart som beskrevs av Gemici. Flueggea anatolica ingår i släktet Flueggea och familjen emblikaväxter. IUCN kategoriserar arten globalt som starkt hotad. Inga underarter finns listade i Catalogue of Life.